# Ranburne
Ranburne város az USA Alabama államában, Cleburne megyében. Lakosainak száma 422 fő (2020. április 1.).

## Népesség
A település népességének változása:

| 2010 | 409 |
| 2020 | 422 |